# Etiqueta en Birmania

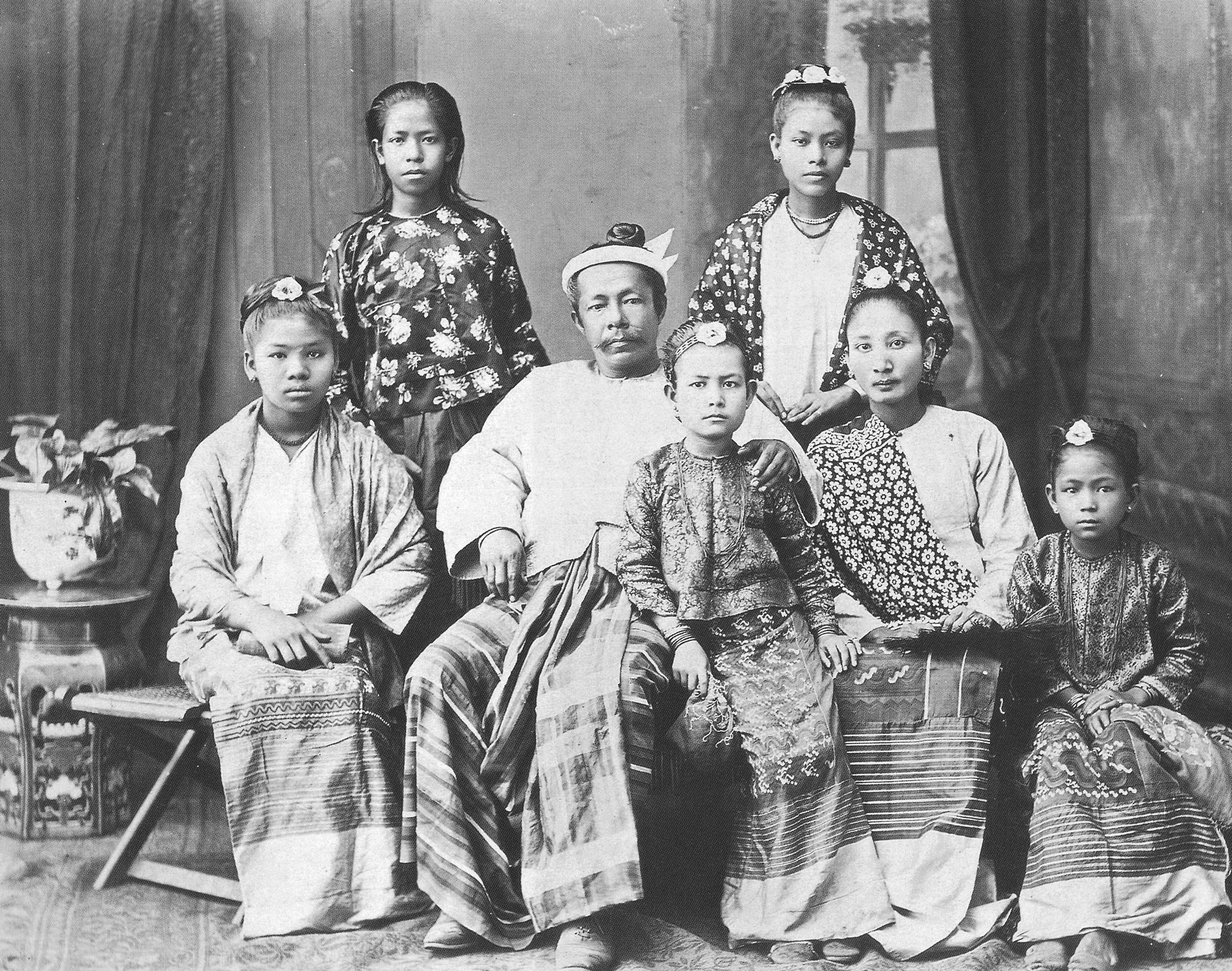
Fotografía de una familia birmana.

El código de etiqueta en Birmania, o el código de comportamiento social que gobierna las interacciones humanas, se deriva en gran parte del budismo Theravada, y se centra en los valores fundamentales de esta religión. Al igual que muchas culturas sociales, la etiqueta varía mucho según el estado de la persona en relación con la persona en cuestión. Algunas convenciones pueden ser prácticas muy regionales y, por lo tanto, pueden no existir en todas las regiones de Birmania. Algunas costumbres han cambiado a lo largo de la historia de Birmania. Las siguientes son las costumbres modernas generalmente aceptadas en este país.

## Panorama cultural
Birmania es un estado soberano situado en la región del sudeste asiático. Limita con la India y Bangladés al oeste, Tailandia y Laos al este y con China al norte y noreste. Su capital es Naypyidaw, y su ciudad más grande y antigua capital es Yangon (Rangún). Es miembro de la Asociación de Naciones del Sudeste Asiático (ASEAN) desde 1997.
Las primeras civilizaciones en Birmania incluyeron las ciudades-estado pyu que hablan Lenguas tibetano-birmanas en la alta Birmania y los reinos Mon en la baja Birmania. En el siglo IX, el pueblo bamar entró en el valle superior del río Irawadi y, tras el establecimiento del Reino de Pagan en la década de 1050, la lengua birmana, la cultura y el budismo Theravada fueron dominando lentamente el país. El Reino Pagan cayó debido a las invasiones mongolas y surgieron varios estados en guerra. En el siglo XVI, reunificado por la dinastía Toungoo, el país fue durante un breve período el mayor imperio de la historia del sudeste asiático continental, y a principios del siglo XIX la dinastía Konbaung gobernó una zona que incluía la moderna Birmania y controló brevemente Manipur y Assam. Los británicos se hicieron cargo de la administración de Birmania después de tres guerras anglo-birmanas en el siglo XIX y el país se convirtió en una colonia británica. Obtuvo la independencia en 1948, como nación democrática. Tras un golpe de Estado en 1962, se convirtió en una dictadura militar.
La historia política reciente de Birmania queda subrayada por su lucha por establecer estructuras democráticas en medio de fracciones en conflicto. Se cree en general que esta transición política de un régimen militar estrechamente controlado a un sistema democrático libre está determinando el futuro del país. La rotunda victoria de la Liga Nacional para la Democracia de Aung San Suu Kyi en las elecciones generales de 2015 ha despertado la esperanza de que esta transición culmine con éxito.

## Nombres

### Dirigirse a los demás
El idioma de Birmania tiene varias maneras de dirigirse a personas de diferentes rangos, edades y relaciones. No hay apellidos o nombres para dirigirse adecuadamente a una persona. Para dirigirse a una persona mayor de edad, un birmano usaría "U" para hombres adultos y "Daw" para mujeres adultas. Para dirigirse a hombres más jóvenes o iguales masculinos, se usan los títulos "Ko" o "Maung", y para mujeres más jóvenes o iguales femeninas, se usa "Ma". Funcionarios de alto rango y maestros son llamados como "Saya". Esto se remonta a la enseñanza budista, (ရတနာသုံးပါး yadana thoun ba), que en conjunto forman la Five Boundless Beneficence  (အနန္တ ငါးပါး ananda nga ba). Usar la forma adecuada es una indicación de lo bien educado y correcto que está el hablante, así como del estado de la persona a la que se dirige.

### Referirse a sí mismo
Los pronombres personales en el idioma birmano son de género. Un hombre se referiría a sí mismo como "Kyun-daw". Una mujer se referiría a sí misma como "Kyun-ma". Cuando se habla con un monje, la etiqueta apropiada exige que uno cambie su pronombre personal a "Da-pyi-daw". Cuando un anciano o superior llama a un hombre, el hombre responderá con "Khin-bya". Del mismo modo, una mujer respondería con "Shin".

## Religión

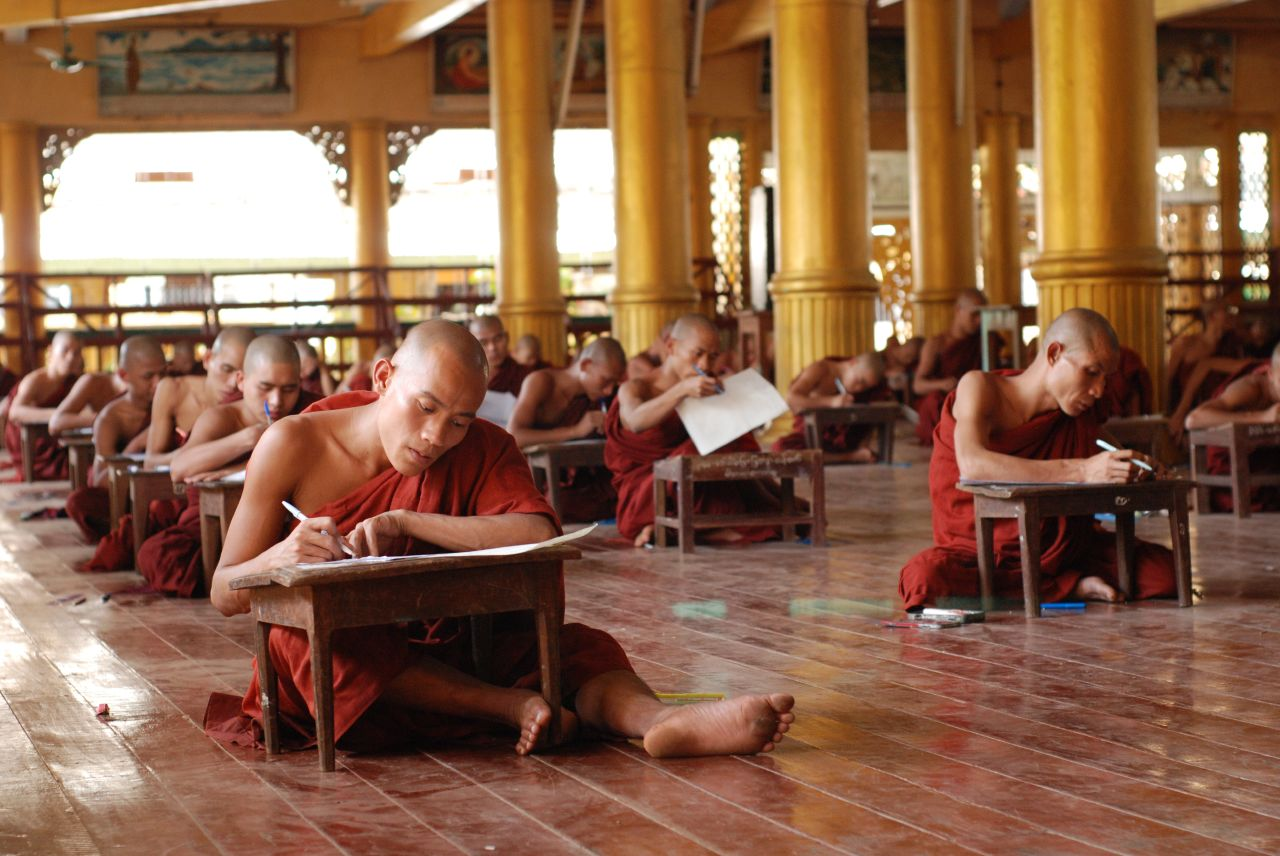
Monjes birmanos.

Como país predominantemente budista, se da mucha deferencia a los monjes. Es grosero pararse en la sombra de un monje o apuntar con los pies a un monje. También está prohibido que una mujer toque a un monje. Los zapatos siempre se quitan al entrar en los hogares, monasterios y complejos de pagodas. Una costumbre de los birmanos es que deambulan por las agujas del reloj (လက် ယာ ရစ် , let ya yit) alrededor de una pagoda, no en sentido antihorario (လက်ဝဲ ရစ် let wè yit).

## Modales en la mesa
Al comer en casa, no es costumbre tomar bebidas alcohólicas con las comidas. Las cucharas de servir se toman con la mano izquierda. Los comensales comienzan a comer únicamente después de que toda la comida haya sido colocada en la mesa, con la persona mayor servida primero. En su ausencia, una cucharada de arroz se guarda primero en la olla como muestra de respeto (ဦး ချ u cha) antes de servir la comida. Los cubiertos modernos se han vuelto comunes, aunque algunos optan por comer de forma tradicional con los dedos.

## Higiene
En Birmania, las partes superiores del cuerpo, especialmente la cabeza y la cara, se consideran sagradas, mientras que las partes inferiores, especialmente los pies, se consideran sucias. Los birmanos separan las cosas que se usan para la cara y la cabeza de las que se usan para la parte inferior del cuerpo, como toallas, lavabos y jabones. Además, la ropa interior no se eleva por encima del nivel de la cabeza, y la ropa de la parte inferior del cuerpo de una mujer, como la longyi tradicional, no se coloca para secarse o colgarse en áreas donde un hombre o un monje pueden pasar, como los niveles superiores de los corredores. Las reglas de etiqueta con respecto a los pies son numerosas. Usar el agua de una jarra pública para lavarse los pies se considera un insulto. Los pies, sin importar lo muy limpios que encuentren, nunca se colocan sobre almohadas de cama. También se considera grosero sentarse sobre una almohada diseñada para la cabeza. Gesticular con los pies también se considera un insulto. Los birmanos tienen cuidado con la dirección en la que apuntan sus pies y se esfuerzan por no apuntar sus pies hacia la imagen de Buda, los ancianos o los sitios religiosos.

## Etiqueta en los negocios

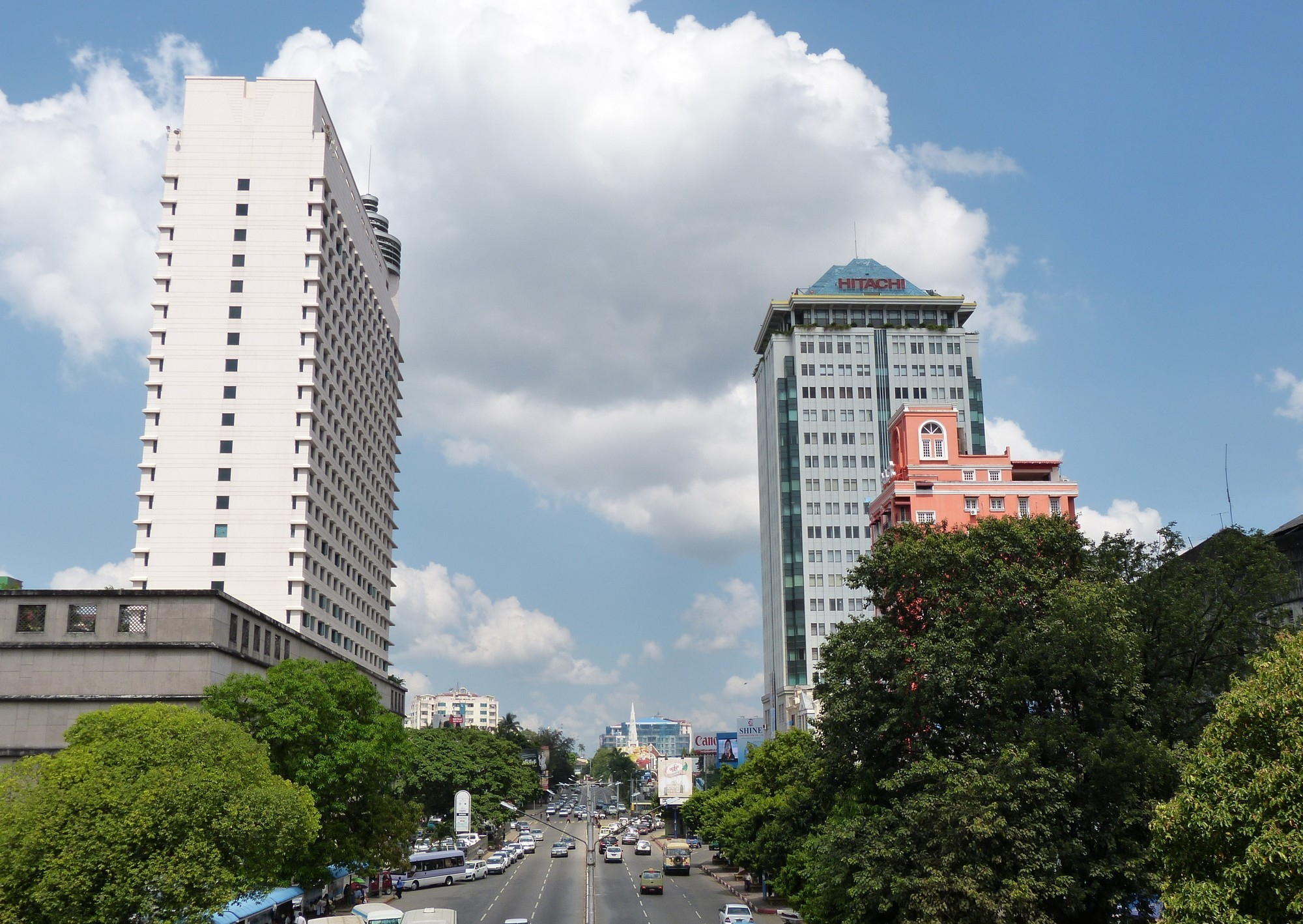
Distrito Central de Negocios en Yangon.

Muchas oficinas en Birmania son áreas libres de zapatos. Los zapatos se usan desde la calle hasta los pasillos públicos y los vestíbulos, pero luego se retiran en la puerta de la oficina. Los apretones de manos son comunes y estándar, y ambas manos se utilizan como una práctica aceptable. Si una empresaria inicia un apretón de manos, es aceptable que un hombre la agite, pero un hombre no iniciaría un apretón de manos con una mujer. Si una mujer no inicia un apretón de manos, un hombre puede hacer una pequeña reverencia.  En un mercado informal, el regateo es aceptable, aunque no en las tiendas.

## «Ana / hpon»
«Ana» (en idioma birmano: နာ မှု) es un valor cultural y social birmano que se manifiesta por inhibiciones muy fuertes (vacilación, renuncia, moderación o evasión) para realizar una acción basada en el temor de que ofenderá a alguien o hará que alguien quede mal o pueda avergonzarse. También está el concepto de «hpon» (ဘုန်း ; del sánscrito bhaga), que se traduce como «poder». Se utiliza como una explicación para los diversos grados de diferencias étnicas, socioeconómicas y de género entre las personas en una sociedad. Hpon se refiere al resultado acumulativo de hechos pasados, una idea de que el poder o la posición social provienen del mérito obtenido en vidas anteriores.

## Respeto por la edad
Se enseña a los niños desde pequeños «a venerar a sus mayores, a respetar a sus compañeros y a ser amables con los jóvenes y débiles» (ကြီးသူကိုရိုသေ၊ ရွယ်သူကိုလေးစား၊ ငယ်သူကိုသနား။ kyeethu go yothei, ywedu go layza, ngethu go thana). Los jóvenes evitaran sentarse en un nivel más alto que los ancianos o pasar delante de ellos a menos que sea inevitable, y luego pasar suavemente con una leve inclinación. Las cosas se daban a los ancianos usando las dos manos a la vez. Se cree que los padres son los únicos responsables del comportamiento de sus hijos, tal y como se refleja en las expresiones: mi ma hsonma, hpa ma hsonma (မိမဆုံးမ ဖမဆုံးမ indisciplinados, ya sea por parte de la madre o del padre) y ami youk tau hnoukkyan, ahpa youk tau ko amu-aya kyan (mala lengua de la mala madre, mala lengua corporal del mal padre). Decir «gracias», sin embargo, no es una costumbre birmana entre amigos y familiares.

## Contacto físico
Las demostraciones físicas de afecto en público son comunes entre amigos del mismo sexo o entre miembros de la familia, pero rara vez se ven entre amantes. Por lo tanto, es común ver a amigos caminando juntos tomados de la mano o con los brazos alrededor del otro, pero las parejas rara vez lo hacen, excepto en las grandes ciudades.
Se considera grosero tocar la cabeza de una persona, porque es el punto «más alto» del cuerpo. También se considera tabú tocar los pies de otra persona, pero peor aún, apuntar con el pie o sentarse con los pies apuntando a alguien mayor, porque los pies son considerados los más bajos. Además, señalar con el dedo las imágenes de Buda es considerado una blasfemia, aunque esta costumbre se ha erosionado lentamente.